# أنتوني دي سا
أنتوني دي سا (بالإنجليزية: Anthony De Sa)‏ (1965)؛ روائي كندي.